# Vor der Sintflut
Vor der Sintflut (Originaltitel: Avant le déluge) ist ein französisch-italienisches Filmdrama aus dem Jahre 1954 von André Cayatte.

## Handlung
Als der Koreakrieg 1950 ausbricht hat dies auch Auswirkung auf die Psyche einer Gruppe französischer Jugendlicher.  Richard, Philippe, Daniel, Jean und Lilian sind eng miteinander befreundet, doch ist ihnen allen gemeinsam, dass sie sich von ihren Eltern nicht verstanden und zu wenig umsorgt fühlen. Die weltpolitische Krise verstärkt dieses tiefe Unsicherheitsgefühl noch, und in ihrer jugendlichen Schwärmerei träumen die jungen Leute davon, dem tristen Alltag im grauen Nachkriegsfrankreich zu entfliehen und in die Südsee auszuwandern. Philippes Mutter stellt den Abenteurern sogar ihre Jacht zur Verfügung. Um diesen Trip finanzieren zu können, versuchen die fünf, den Liebhaber von Philippes Mutter, Monsieur de Montesson, zu erpressen. Die hübsche Liliane fungiert als Lockvogel.
Bald geraten die Dinge komplett aus dem Ruder: Bei einem Einbruch erschießt einer von ihnen, Jean, in Panik einen Nachtwächter. Die Polizei kommt den jungen Leuten auf die Spur, weil das Nummernschild des Autos, das die Fünf für das Verbrechen benutzt hatten, notiert wurde. Es gehört Daniel Epstein. Seine vier Freunde wollen daraufhin seine Standhaftigkeit gegenüber der Polizei, die ihn ins Verhör nimmt, testen und verlangen eine Mutprobe. Dabei kommt er ums Leben – Daniel wird in einer Badewanne ertränkt. Nun geraten auch die verbliebenen Vier ins Fadenkreuz von Polizei und Justiz. Haben sie tatsächlich ihren Freund umgebracht? Der sensible Jean unternimmt daraufhin einen Selbsttötungsversuch und gesteht alles.
Für die Eltern der Beschuldigten bricht nun eine Welt zusammen, die gutbürgerliche Fassade hat tiefe Risse bekommen, und die Erziehungsberechtigten beginnen sich selbst essentielle Fragen bezüglich eines eventuellen, eigenen Versagens zu stellen. Sie sitzen im Prozesssaal, in dem die Öffentlichkeit nicht zugelassen wurde, und verfolgen entsetzt die Verhandlung. Am Ende gibt es zwei Tote, und drei weitere junge Leben zerstört, denn die verbliebenen männlichen Freunde werden zu mehreren Jahren Zwangsarbeit verurteilt. Lediglich Liliane kommt gut weg, sie wird freigesprochen.

## Produktionsnotizen
Vor der Sintflut wurde vom 26. Juni bis zum 2. Oktober 1953 gedreht. Die Uraufführung erfolgte am 26. Februar 1954 in Paris. In Deutschland lief der Film am 17. November 1955 an. Die erste deutsche Fernsehausstrahlung erfolgte am 22. März 1961 in der ARD.
Die Filmbauten entwarf Jacques Colombier.

## Kritik
In Der Spiegel ist zu lesen: “Der immer anklagebereite Autor und Regisseur André Cayatte ("Schwurgericht") weist hier die Alleinschuld der Eltern an den Bluttaten ihrer halb wüchsigen Kinder recht monoton, umständlich und auch gewaltsam nach. Doch einige Familien-Details sind intelligent beobachtet, und die vorzüglich geleiteten Schauspieler überdecken die Schlenker der Dramaturgie.”
In Reclams Filmführer heißt es: „Cayatte beschäftigt sich in diesem Film mit dem Versagen der Generation der Eltern. Er variiert seine These im privaten Bereich, dem Elternhaus und der großen Politik, wo der Koreakrieg als Motiv für die Zivilisationsmüdigkeit der Jugend zitiert wird. Vieles wirkt dabei allzu thesenhaft; die Träume der Jugendlichen von der Südsee scheinen etwas aufdringlich romantisiert. Aber der kritische Ansatz ist überzeugend.“
Im Lexikon des Internationalen Films heißt es: „Ein eindringlicher und engagierter Film, dessen Handlung in die Klammer eines Prozesses eingebunden ist, womit er die Verantwortlichkeit der Eltern, die voller Vorurteile und Nachlässigkeiten sind, nachzeichnet: Antisemitismus, Arroganz, kleinkarierter Hochmut machen sie schuldig. Die Thesen mögen (filmwirksam bedingt) vereinfachend sein, sind aber überzeugend und spannend dramatisiert.“
Georges Sadoul schrieb: „André Cayatte schuf nach einer Serie zweitrangiger Filme eine bedeutende Trilogie über juristische Fragen: ‚Justice est faite‘ (Schwurgericht) zeigt Psychologie und Mechanismus eines Geschworenengerichtes. ‚Nous sommes tous des Assassins‘ (Wir sind alle Mörder)  ist eine heftige Anklage gegen die Todesstrafe. ‚Avant le Déluge‘ (Vor der Sintflut) behandelt das Problem der jugendlichen Verbrecher im Rahmen der Kriegspsychose …“

## Wissenswertes
In diesem Film benutzte Cayatte erneut mehrere Namen für die Hauptrollen, die auch in seinen beiden Inszenierungen Wir sind alle Mörder und/oder Die schwarze Akte vorkamen: Le Guen, Boussard und Arnaud.